# Sant Sebastià de Vilanova de Segrià
Sant Sebastià de Vilanova de Segrià, abans Santa Maria, és l'església parroquial del poble de Vilanova de Segrià protegida com a bé cultural d'interès local.

## Història
Riudovelles, primitiu nom de l'indret, és esmentat per primer cop l'any 1168, en què es consigna un «turrem cum suo albacar (...) in villa Ilerde in loco que vocatur Riudovellis», moment en què era propietat de Garcia Limiz segurament com a recompensa per la seva participació en la conquesta de Lleida. L'any 1180 ja s'esmenta la vila de Riudovelles. La casa templera de Gardeny promogué la repoblació d'aquest sector i el 1231 fundà al terme de Riudovelles una vila nova (l'actual població), amb la finalitat de reagrupar la població dispersa en diferents «torres» dels voltants. Durant aquest període es degué construir l'església, de la qual no es té notícia fins a l'any 1279 en què consta que el «capellano ecclesie de Rivo Ovium de Segriani» contribuí a la dècima papal. El patró actual de l'església és Sant Sebastià però en la visita pastoral de l'any 1361 s'assenyala que el primitiu titular fou Sant Maria.

## Arquitectura
És un edifici molt alterat per la seva redecoració interior, el sobrealçament de la coberta i la refacció del costat oest i la meitat del costat nord, motivada molt probablement per una ensulsiada de l'obra primitiva de la qual se n'aprofitaren els carreus. Amb tot, es conserva la seva estructura d'una única nau, coberta amb volta de canó de perfil apuntat, capçada a llevant per un absis semicircular precedit d'un arc presbiteral profund. La volta de l'absis de l'arc presbiteral arrenquen d'una imposta bossellada, que podia ser també a l'arrencada de la volta de la nau, on ha estat repicada. A cada cantó de la nau s'obren sengles capelles rectangulars cobertes per volta de canó que formen una mena de transsepte. La porta s'obre a la façana de ponent però al mur de tramuntana trobem les traces de la portalada original amb arc de mig punt de grosses dovelles. La presència d'aquesta porta nord és poc usual en una església parroquial. Es conserven tres finestres de doble esqueixada, una al centre de l'absis i dues al mur de migdia. L'aparell és format per carreus escodats i tallats, entre els quals s'hi observen algunes marques de picapedrer. Les façanes són llises llevat del ràfec absidal i de les capelles que es suportat per un fris de permòdols, alguns d'ells esculpits. El contrafort afegit al mur sud mostra que l'església degué tenir problemes d'estabilitat molt aviat.
La datació se situaria a la fi del segle xiii o al principi del segle xiv.